# Ctenostoma angustobliquatum
Ctenostoma angustobliquatum is een keversoort uit de familie van de loopkevers (Carabidae). De wetenschappelijke naam van de soort is voor het eerst geldig gepubliceerd in 1924 door W. Horn.